# ديفيد سيريدا
ديفيد سيريدا هو كاتب أغاني ومغني وشاعر كندي، ولد في 21 أغسطس 1961.